# Фаркаша (комуна)
Фаркаша (рум. Farcașa) — комуна у повіті Нямц в Румунії. До складу комуни входять такі села (дані про населення за 2002 рік):
- Бушмей (199 осіб)
- Попешть (534 особи)
- Стежару (744 особи)
- Фаркаша (1250 осіб) — адміністративний центр комуни
- Фрумосу (467 осіб)

Комуна розташована на відстані 302 км на північ від Бухареста, 47 км на північний захід від П'ятра-Нямца, 132 км на захід від Ясс.

## Населення
За даними перепису населення 2002 року у комуні проживали 3194 особи.
Національний склад населення комуни:
| Національність | Кількість осіб | Відсоток |
| -------------- | -------------- | -------- |
| румуни         | 3163           | 99,0%    |
| цигани         | 28             | 0,9%     |
| італійці       | 2              | 0,1%     |
| угорці         | 1              | < 0,1%   |

Рідною мовою назвали:
| Мова       | Кількість осіб | Відсоток |
| ---------- | -------------- | -------- |
| румунська  | 3192           | 99,9%    |
| угорська   | 1              | < 0,1%   |
| італійська | 1              | < 0,1%   |

Склад населення комуни за віросповіданням:
| Релігія       | Кількість осіб | Відсоток |
| ------------- | -------------- | -------- |
| православні   | 3175           | 99,4%    |
| баптисти      | 15             | 0,5%     |
| п'ятдесятники | 3              | 0,1%     |